# Sesto Marelli
Sesto Marelli – stacja metra w Mediolanie, na linii M1. Znajduje się na granicy między Mediolanem (Viale Monza) i Sesto San Giovanni (Viale Marelli). Położona jest pomiędzy stacjami Sesto Rondò a Villa San Giovanni. Stacja została otwarta w 1964.